# Büdöspataka
Büdöspataka (románul: Bizușa-Băi) település Romániában, Szilágy megyében.

## Fekvése
Szilágy megyében, Nagyilondától északra fekvő település.

## Nevének eredete
Büdöspataka nevét a településen átfolyó, s határában eredő vaskénes összetételű forrásától kapta.

## Története
A település neve az 1564 évi összeírásban szerepelt először, tehát valamikor 1554 és 1564 között keletkezhetett. Nevét ekkor Bwdwspataka, majd 1638-ban Feczen, vagy másképp Büdöspataka néven írták, s Kővár tartozéka, és a Drágffyak birtoka volt.
1556-ban Izabella királyné az utód nélkül elhalt Drágffy György e birtokát bátori (ecsedi) Báthori Györgynek és nejének, Báthory Annának és fiuknak Istvánnak adományozta.
1565-ben Báthory György Miksa császár elleni lázadásának leverése után e birtokát fejváltságul Kővárral és tartozékaival együtt a császárnak engedte át.
1567-ben II. János király visszafoglalta Miksa császártól Kővárt és annak tartozékait is, köztük Büdöspatakát is, és azokat beregszói Hagymási Kristófnak adományozta.
Az 1603 évi urbárium szerint a kis-nyiresi járáshoz tartozott, és az ez évet megelőző háborúban teljesen leégett. Büdöspatakának ekkor csak 3 lakosa maradt, akik az erdőbe menekülve éltek.
1636-ban még mindig csak pusztának írták. E pusztát akkor Rőti Orbánnak és nejének Mocsáry Zsófiának adományozta.
1638-ban egy oklevélben a Rőtiek majorságát említik Büdöspataka pusztáján.
1686-ban II. Rákóczi György Rőti Orbán után Korodi Ispán Ferencnek adta zálogba, aki Kende Gáborra és leányára Klárára hagyta, kitől Teleki Mihály váltotta magához, ebben I. Apafi Mihály fejedelem is megerősítette.
1721-ben a birtok nagy része még mindig a Teleki családé volt.
A település lakosai a kezdetek óta románok voltak, akik - mivel a település hadi útba esett, sok pusztításnak voltak kitéve, főképpen Basta korában, de a falu utána sem tudott sokáig felépülni, még az 1800-as évek végén is Révkörtvélyeshez tartozó pusztaként tartották számon.

## Nevezetességek
- Büdöspataki vas-kénes ásványvíz forrása, melyre az 1800-as évek végén már fürdő is épült, mely összetételénél fogva csúzos, idült köszvényes bántalmakra használható.